# Sechzigviertel

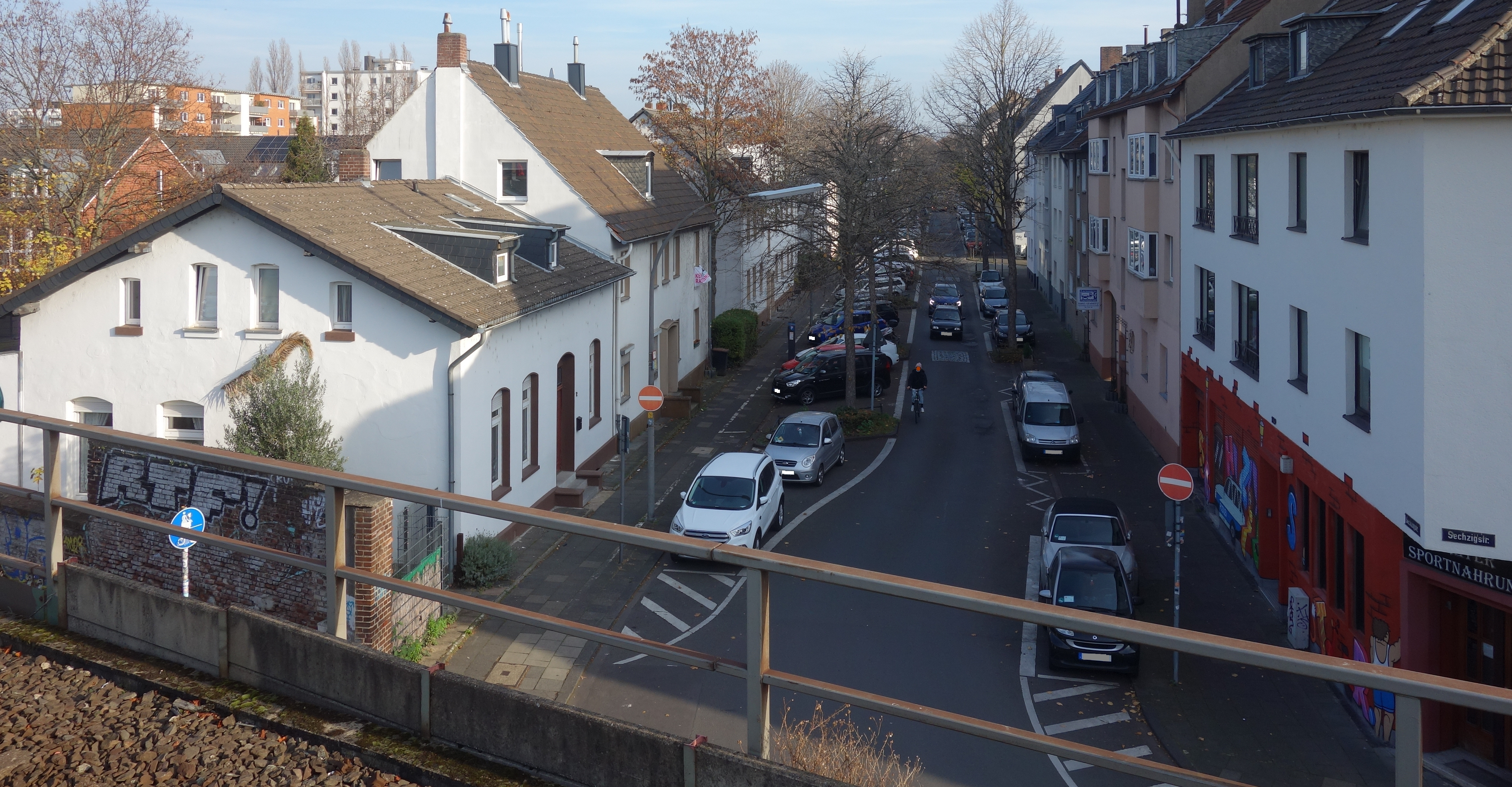
Blick vom S-Bahnhof Köln-Nippes auf die Sechzigstraße

Das Sechzigviertel ist ein Teil des Kölner Stadtteils Nippes in Nordrhein-Westfalen.

## Lage
Das Viertel reicht von der Wagenhallenstraße im Norden bis zu den Schrebergärten und dem Lohsepark im Süden und von der Bahnstrecke im Westen bis zur Siebachstraße im Osten.

## Geschichte

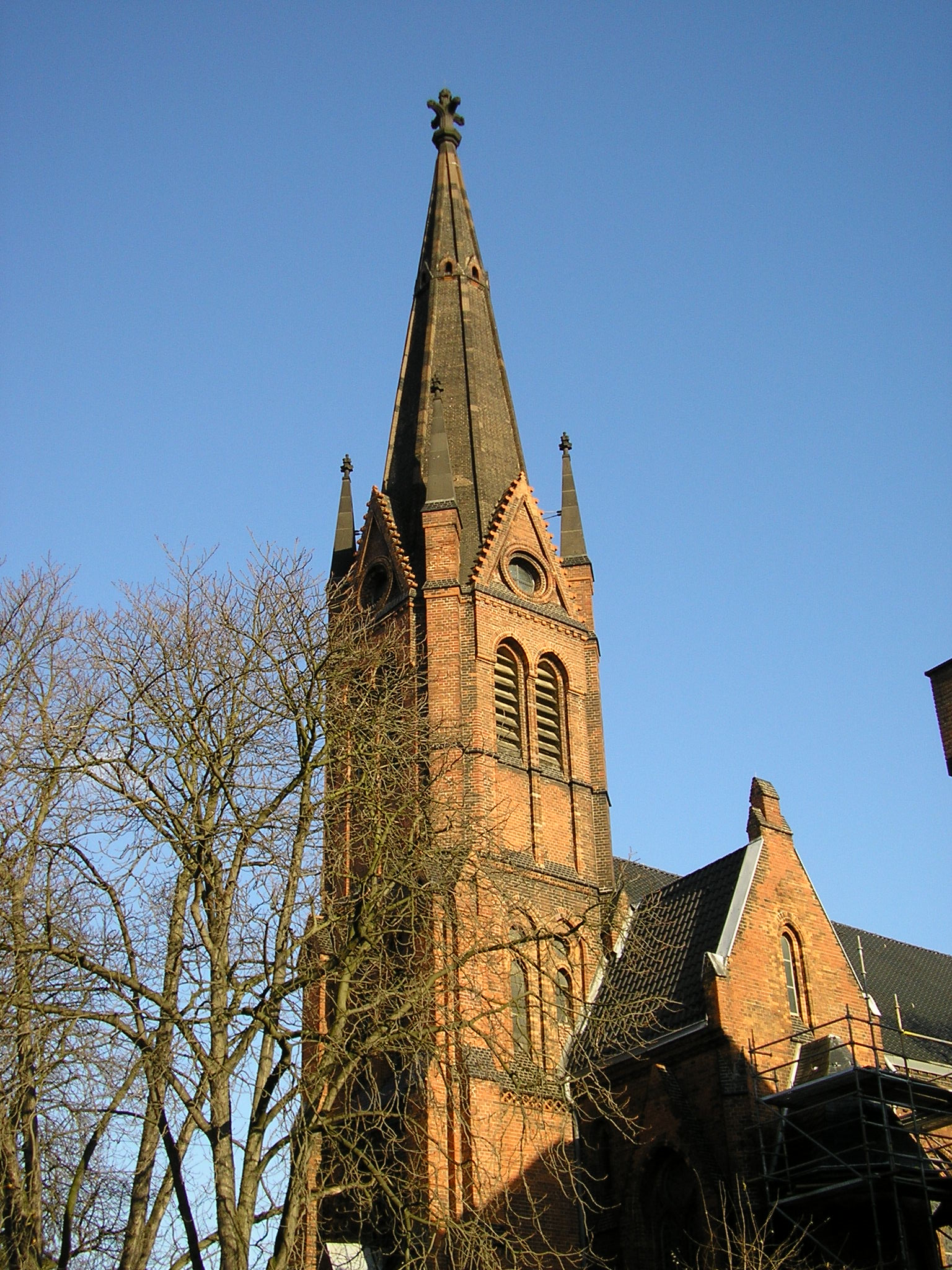
Lutherkirche

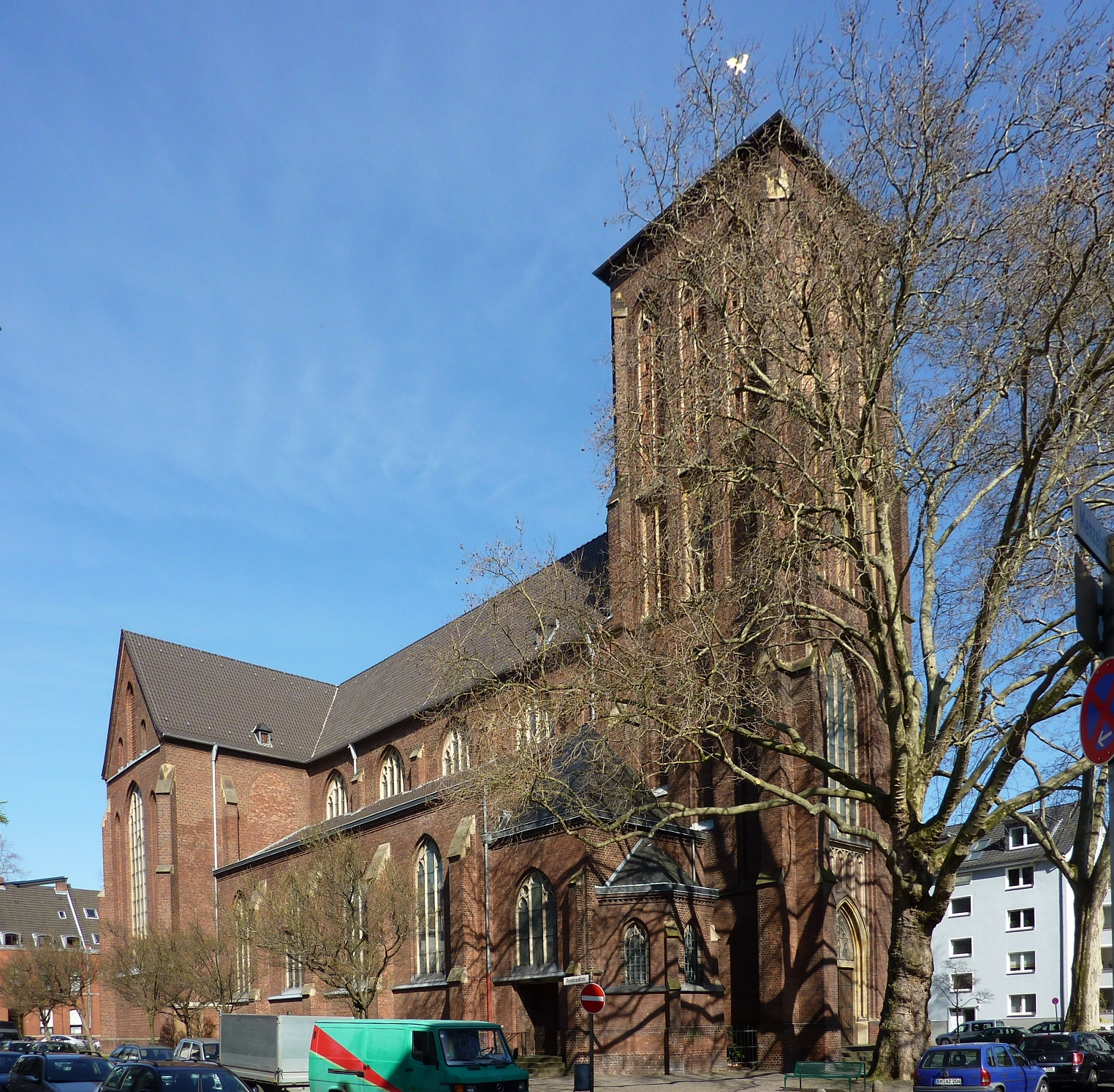
St. Joseph

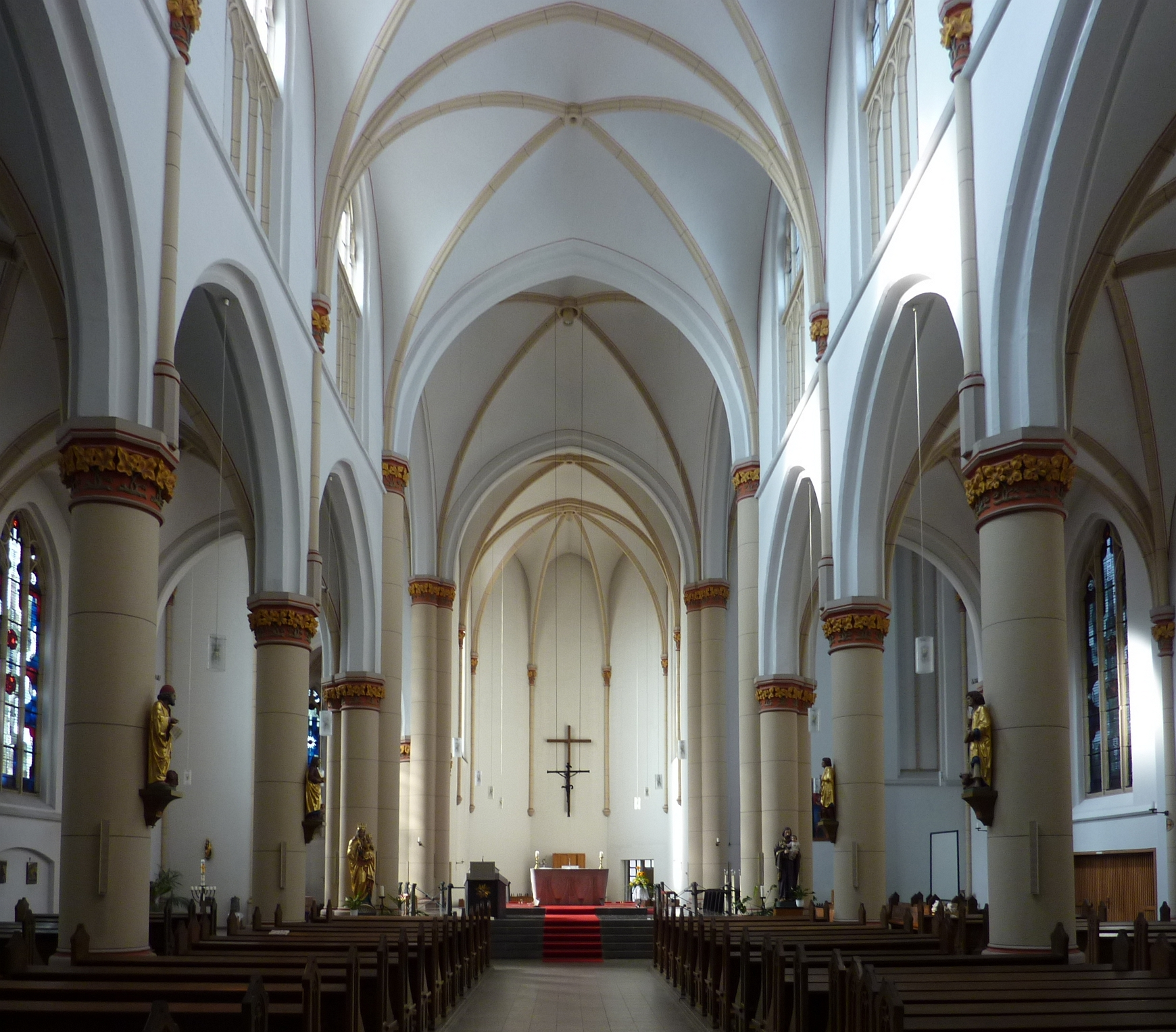
St. Joseph (Innenraum)

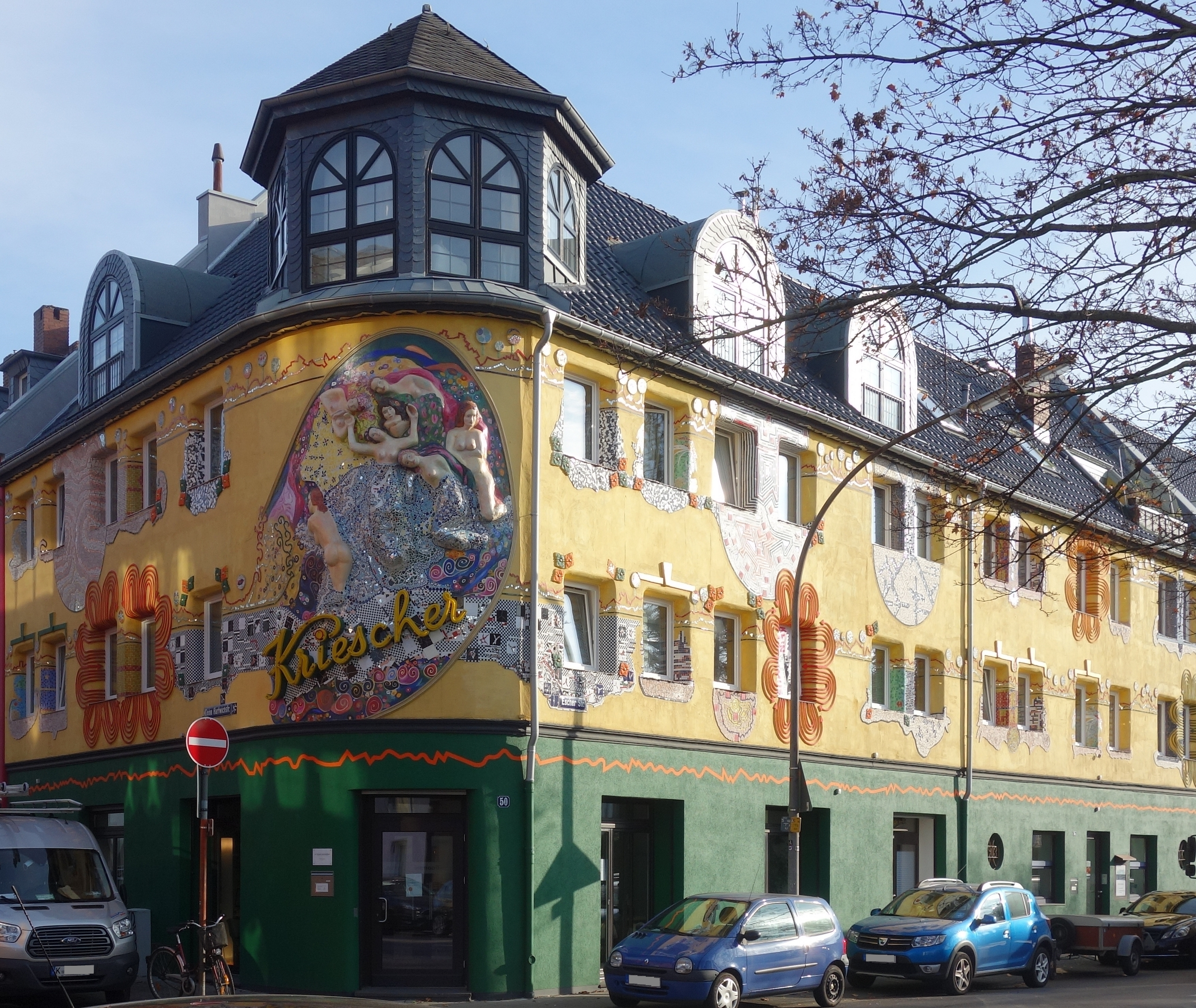
Gaststätte Kriescher

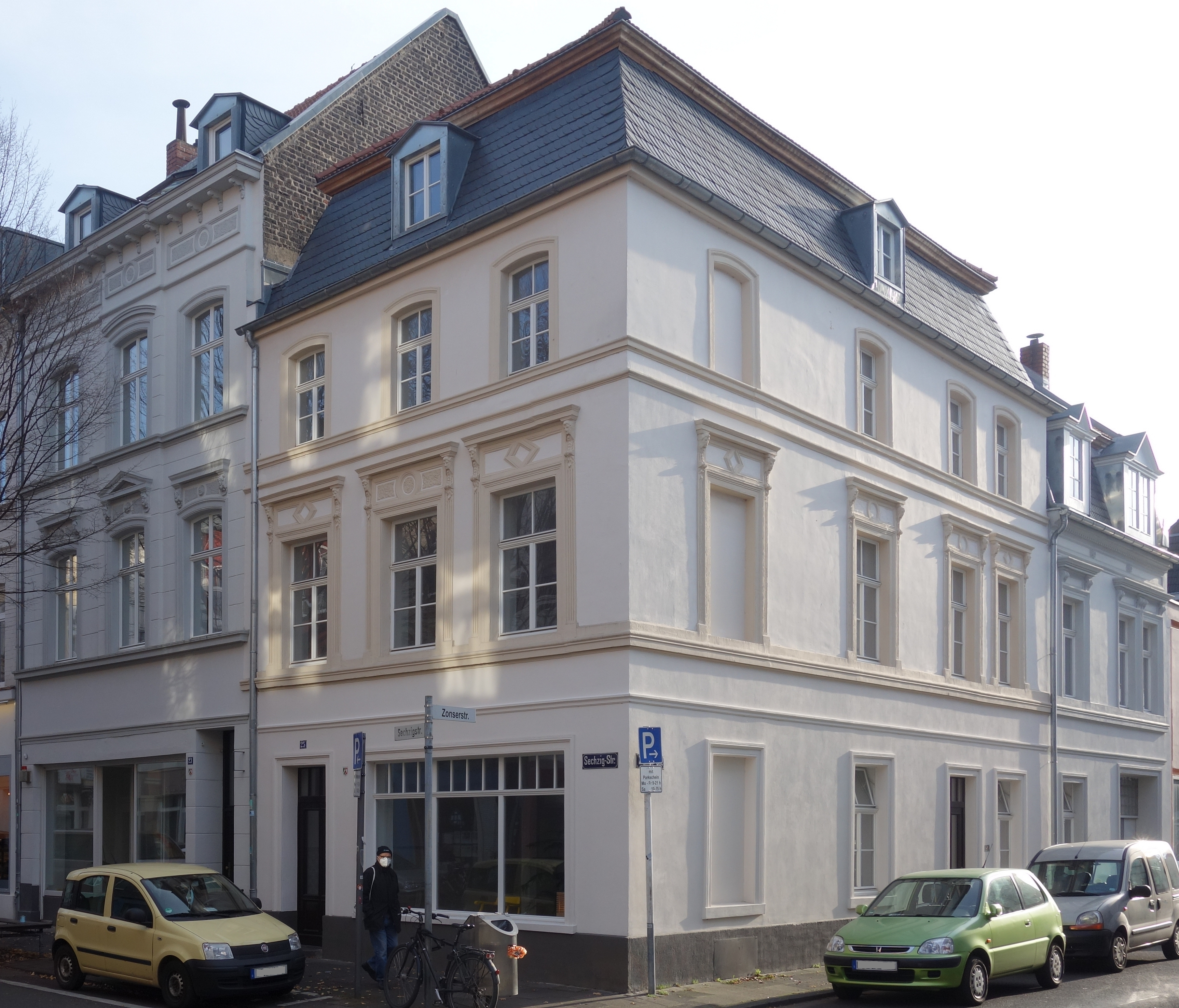
Sechzigstraße 23/25

Als im Jahre 1862 das Eisenbahnausbesserungswerk (EAW) Köln-Nippes gegründet wurde, bildete sich zunächst vor dem Haupttor im Süden des Werksgeländes eine wilde Ansiedlung, die den Namen Sechzig erhielt. Es wird vermutet, dass der Name von den sechzig Morgen Land stammt, welche die Rheinische Eisenbahngesellschaft vom damaligen Besitzer des Nippes-Hofs erwarb, um dort das geplante Werk zu errichten.
Im Laufe der Jahre entstanden im Sechzigviertel verschiedene Kneipen, Läden und später auch Werkswohnungen. Erst als die Neußer Straße gebaut wurde, wuchs die Siedlung allmählich mit Nippes zusammen. 1883 erhielt das Sechzigviertel eine eigene Schule. Die evangelische Lutherkirche wurde 1889, die katholische Pfarrkirche St. Joseph 1907 eingeweiht.

## Sehenswürdigkeiten

### Evangelische Lutherkirche (Kulturkirche Köln)
Das evangelische Gotteshaus wurde zwischen 1886 und 1889 erbaut. Seit 2002 erhielt die Lutherkirche den Beinamen Kulturkirche Köln und wurde zweiter Schwerpunkt der Kirchengemeinde Köln-Nippes. Regelmäßig finden in der Kulturkirche Konzerte, Filmveranstaltungen, Lesungen, Workshops sowie Kabarettabende und andere Kulturveranstaltungen statt. Neben Auftritten deutscher und internationaler Stars ist die Kulturkirche insbesondere fester Veranstaltungsort des internationalen Literaturfestivals lit.Cologne, welches alljährlich im März stattfindet.

### Katholische Pfarrkirche St. Joseph (Kirchenfenster)
Im Seitenschiff sind Fenster des deutschen freischaffenden Künstlers Franz Pauli von 1968 zu sehen. Es sind ornamentale Kompositionen aus Antikglas, Blei und Glasbrocken.
Die Fenster im Querschiff stammen von dem deutschen Maler und Glaskünstler Hans Lünenborg, der sie 1958 mit der Technik der Schwarzlotmalerei aus Antikglas, Blei und Schmelzfarben schuf. Sie stellen die Auferstehung Jesu Christi dar. Im Maßwerk ist das Lamm Gottes mit Siegesfahne auf dem Buch mit sieben Siegeln dargestellt.

### Ehemalige Gaststätte Kriescher
Die Fassade des imposanten Eckbaus wurde von dem Kölner Ali Yünlü nach Vorbildern von Friedensreich Hundertwasser und Antonio Gaudi gestaltet. An der abgerundeten Eckkante und um die Fenster herum modellierte er dreidimensional Mosaiken aus bunten Steinchen und hochwertigen handgemachten Keramikfliesen.

## Denkmalschutz
Unter den zahlreichen denkmalgeschützten Gebäuden des Sechzigviertels sind die Häuser an der Sechzigstraße 23 und 25, Ecke Zonser Straße, von besonderer Bedeutung. Das Eckhaus wurde um 1875 erbaut und beherbergte damals einen Barbiersalon. Ende 2014 hatte die Baugemeinschaft Sechzigstraße GbR mbH mit einem Sanierungsprojekt begonnen. Beim Bundespreis für Handwerk in der Denkmalpflege gewann das Projekt als einziger Preisträger aus dem Rheinland den dritten Preis auf nordrhein-westfälischer Landesebene, beurkundet von NRW-Ministerpräsident Armin Laschet. Ausschlaggebend für die Preisvergabe waren u. a. die hohe handwerkliche Qualität der Sanierung und die Sensibilität für das historische Erbe.
Im Laufe der Jahrzehnte befanden sich im Ladenlokal eine Metzgerei, eine Meierei und schließlich eine Butterhandlung. 1908 eröffnete die vormalige Eigentümerfamilie Schäfer dort eine Kolonialwarenhandlung, bevor sie sich später auf Bodenbeläge und Farben spezialisierte.

## Weblinks

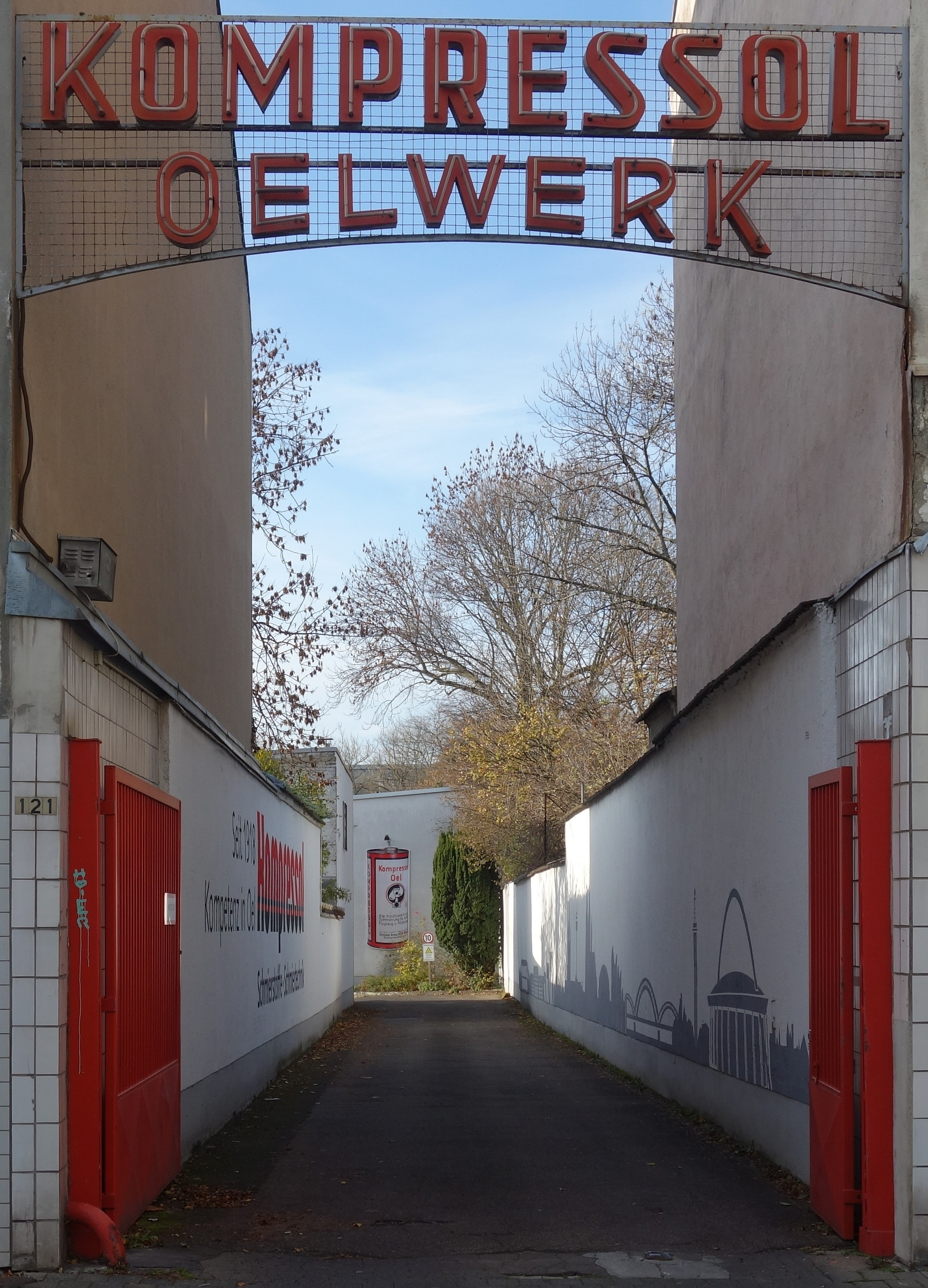
Zufahrt zum Kompressol Ölwerk